# Pasaka
Pasaka è il secondo album in studio della cantante lituana Jessica Shy, pubblicato il 10 marzo 2023 dalla OpenPlay.
L'LP, divenuto il primo a trascorrere oltre 50 settimane al vertice della Albumų Top 100, ha generato nove candidature ai premi M.A.M.A.; in occasione della manifestazione, la cantante è risultata anche quella più premiata, con sei riconoscimenti ricevuti.

## Promozione
Pasaka è stato anticipato dagli estratti Žiburiai e Dėl tavęs; quest'ultimo il suo quarto singolo a imporsi al numero uno della Singlų Top 100. La traccia Apkabink, la cui inaspettata popolarità riscontrata sulle piattaforme digitali ha portato l'artista a registrare un video musicale a suo supporto, è divenuta la sua hit di maggior successo dopo aver trascorso ventidue settimane in vetta alla classifica in Lituania, nonché quella più consumata durante l'intero anno in territorio lituano. Nell'aprile 2024 sia Dėl tavęs che Nieko nieko sono stati riconosciuti dalla AGATA con la certificazione d'oro (equivalente a 25 000 unità), mentre Apkabink, per aver superato la soglia delle 40 000 copie vendute, è diventato platino.
In concomitanza con l'uscita del video dell'album-track omonima, avvenuta nel settembre 2023, Jessica Shy ha annunciato che avrebbe avviato una tournée con concerti nelle principali arene lituane nel mese di dicembre.

## Tracce
Musiche di Linas Strockis, eccetto dove indicato.
1. Dėl tavęs – 2:54 (testo: Džesika Šyvokaitė, Linas Strockis)
2. Nieko nieko – 3:08 (testo: Džesika Šyvokaitė)
3. Žiburiai – 3:04 (testo: Džesika Šyvokaitė, Skomantas Liutkevičius – musica: Dominykas Dielininkaitis, Linas Strockis)
4. Pasaka (con Elayork) – 2:21 (testo: Džesika Šyvokaitė, Elena Jurgaitytė – musica: Dominykas Dielininkaitis, Linas Strockis)
5. Apkabink – 2:14 (testo: Džesika Šyvokaitė, Linas Strockis – musica: Karolis Labanauskas, Linas Strockis)
6. Melodija – 2:17 (testo: Džesika Šyvokaitė, Elena Jurgaitytė, Silvestras Beltė – musica: Karolis Labanauskas, Linas Strockis)
7. Klavišai (con Rokas Yan) – 2:32 (testo: Džesika Šyvokaitė, Rokas Jančiauskas)
8. Bateliai – 2:24 (testo: Džesika Šyvokaitė, Linas Strockis)

## Formazione
- Jessica Shy – voce
- Elayork – voce (traccia 4)
- Rokas Yan – voce (traccia 7)
- Dovydas Kiauka – pianoforte (traccia 3)
- Karolis Labanauskas – produzione, mastering, missaggio
- Leowi – produzione
- Linas Strockis – produzione

## Classifiche

### Classifiche settimanali
| Classifica (2023) | Posizione massima |
| ----------------- | ----------------- |
| Lituania          | 1                 |

### Classifiche di fine anno
| Classifica (2023) | Posizione |
| ----------------- | --------- |
| Lituania          | 1         |